# Marcos Martínez Hernández
Marcos Martínez Hernández (San Cristóbal de La Laguna, Santa Cruz de Tenerife, 21 de febrero de 1945) es filólogo clásico y Catedrático de Filología Griega de la Universidad Complutense de Madrid, habiéndolo sido anteriormente de la Universidad de La Laguna. Es un reconocido especialista en la semántica del griego antiguo, sobre la que ha publicado numerosos artículos científicos y libros, sobre Sófocles, Platón y otros autores de la literatura clásica.

## Trayectoria
En 1976 obtuvo el título de Doctor en filología griega por la Universidad Complutense con la tesis "La esfera semántico conceptual del dolor en Sófocles", bajo la dirección de su maestro, el célebre helenista J. Lasso de la Vega. Desde entonces se ha destacado por especializarse ininterrumpidamente en el estudio de la semántica, por un lado, y de la obra de Sófocles, por otro, materias a las que ha dedicado importantes monografías. A partir de su especialización en el campo semántico de los sentimientos en el griego antiguo, también se ha dedicado especialmente sobre el concepto del amor en el mundo griego, y notablemente en Platón, al hilo de su conocida traducción de El Banquete para la Biblioteca Clásica Gredos. Un tercer tema recurrente de sus investigaciones son las islas en el imaginario y la mitología de la antigüedad clásica, con especial atención a las Islas Canarias.  

## Obra
Libros (selección)
- Cartas eróticas griegas. Madrid:  Ediciones Clásicas, 2012. ISBN 978-84-7882-758-9
- Sófocles: erotismo, soledad, tradición. Ediciones Clásicas, 2011. ISBN 978-84-7882-716-9
- Sodalium munera. Homenaje al Prof. Á. González Luis (coord. junto a F.  Hernández González y L. Miguel Pino Campos). Madrid: Ediciones Clásicas, 2011
- La mitología. La Laguna : Centro de la Cultura Popular Canaria, 2005. ISBN 84-7926-493-4
- Las Islas Canarias en la antigüedad clásica: mito, historia e imaginario. La Laguna : Centro de Cultura Popular Canaria, 2002. ISBN 84-7926-371-7
- Los libros antiguos, ¿cómo han llegado hasta nosotros? Universidad de La Laguna, 2001. ISBN 84-7756-514-7
- Ensayos de filología clásica. Universidad de La Laguna, 2001. ISBN 84-7756-518-X
- Cien años de investigación semántica, de Michel Breal a la actualidad: actas del Congreso Internacional de Semántica (coord. con J.M. Oliver Frade, C.J. Corrales Zumbado et al.). Madrid: Ediciones Clásicas, 2000. ISBN 84-7882-432-4
- Semántica del griego antiguo. Madrid : Clásicas, 1997. ISBN 84-7882-304-2
- Los mitos de Platón.  Canarias: Consejería de Educación, Cultura y Deportes 1997.  ISBN 978-84-8309-072-5
- Realidad y mito (coord. con F. P. Díez de Velasco Abellán y A. Tejera Gaspar). Madrid: Ediciones Clásicas, 1997. ISBN 84-7882-292-5
- Las Islas Canarias de la antigüedad al renacimiento: nuevos aspectos. Santa Cruz de Tenerife : Centro de la Cultura Popular Canaria, 1996. ISBN 84-7926-201-
- Canarias en la mitología: historia mítica del archipiélago. Santa Cruz de Tenerife : Centro de la Cultura Popular Canaria, 1992. ISBN 84-7926-082-
- Textos griegos sobre el amor. Madrid:  Editorial Coloquio, 1988.  ISBN 978-84-86093-95-2
- Actualización científica en semántica del griego. Madrid:  Editorial Complutense, 1984. ISBN 978-84-7491-124-4.
- La esfera semántico-conceptual del dolor en Sófocles: (contribución al estudio del vocabulario de los sentimientos en griego clásico). 2 vols. Madrid: Universidad Complutense, 1981.

Artículos (selección)
- Erotismo en Homero (I), en Cuadernos de filología clásica: Estudios griegos e indoeuropeos, 22, 2012, 53-72.
- Los discursos eróticos en la literatura griega, en Fortunatae: Revista canaria de filología, cultura y humanidades clásicas, 23, 2012, 47-60.
- Sócrates y el amor según Máximo de Tiro, en Humanitas, 64, 2012, 83-96.
- Platón, mitólogo, en Evphrosyne: Revista de filología clássica, 38, 2010, 35-50.
- Descripciones de jardines y paisajes en la literatura griega antigua, en Cuadernos de filología clásica: Estudios griegos e indoeuropeos, 18, 2008, 279-318.
- Eros y erotismo en Nono: historias de amor, en Estudios clásicos, 50.133, 2008, 73-90.
- El mito de la isla perdida y su tradición en la historia, cartografía, literatura y arte, en Revista de filología de la Universidad de La Laguna, 16, 1998, 143-184.
- El carácter interdisciplinario de la antonimia y sus procedimientos léxicos y gramáticas en Platón, en Tabona: Revista de prehistoria y de arqueología, 4, 1983, 153-180.
- Las interjecciones de dolor en Sófocles, en Cuadernos de filología clásica, 15, 1978, 73-136.
- El campo léxico de los sustantivos del dolor en Sófocles. Ensayo de semántica estructual-funcional II, en Cuadernos de filología clásica, 14, 1978, 121-170.
- El teatro griego, Estudios clásicos, 22.81-82, 1978, 63-85.
- El campo léxico de los sustantivos de dolor en Sófocles. Ensayo de semántica estructural-funcional I, en Cuadernos de filología clásica, 13, 1977, 33-112.

- Datos: Q16599420